# Conservação de alimentos

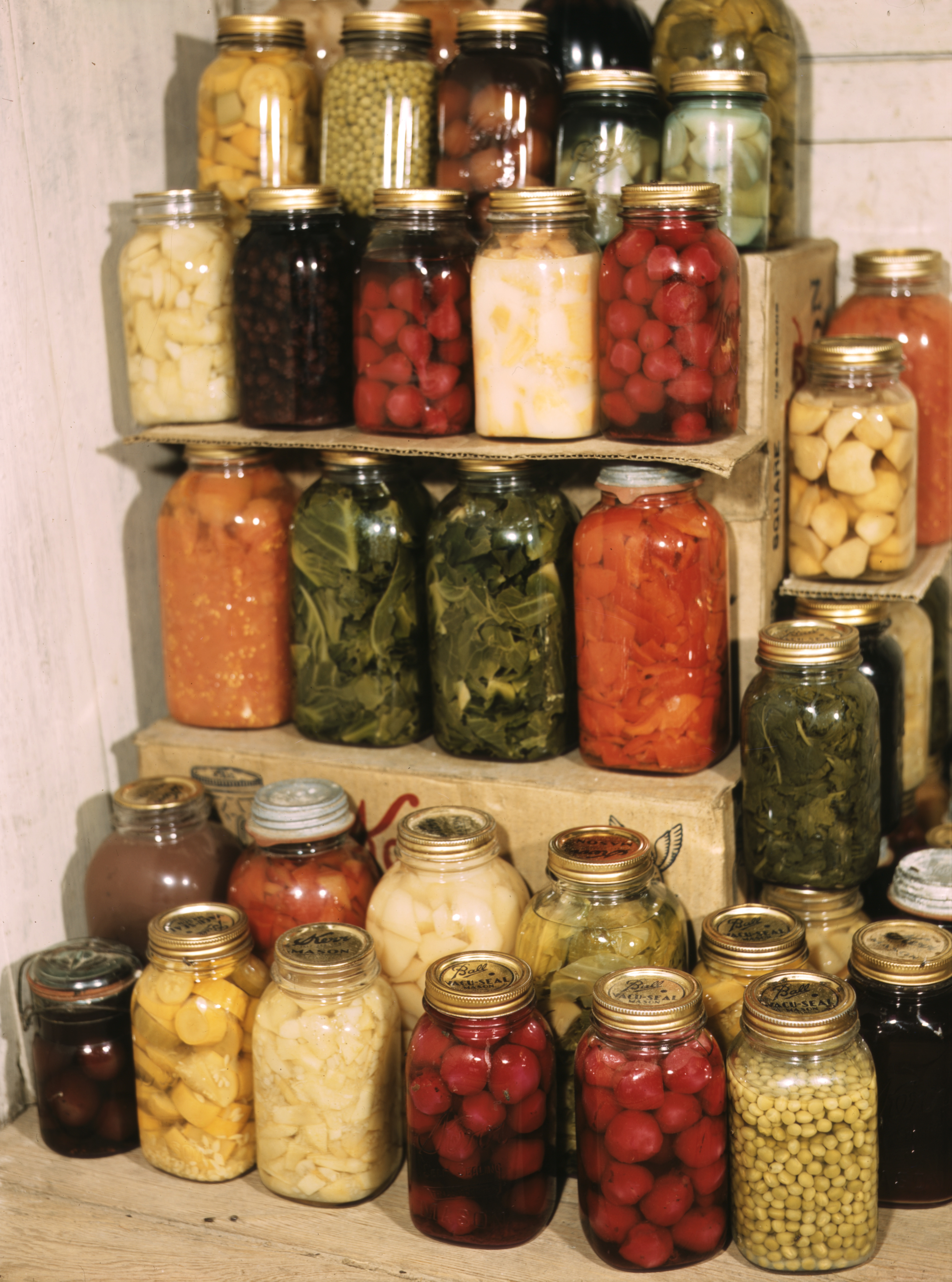
Alimentos em conserva

Conservação de alimentos é o conjunto dos métodos que evitam a deterioração dos alimentos durante um período mais ou menos longo, que é conhecido como o tempo de prateleira.
Alguns destes processos fazem parte das técnicas agrícolas, pesqueiras ou pecuárias e têm que ver com as formas de obter e acondicionar os produtos, evitando perda de qualidade; uma das técnicas mais antigas e conhecidas é a secagem dos grãos de cereais ou legumes a seguir à colheita. Outros fazem parte das técnicas culinárias, como a conservação de frutas com açúcar, a preparação de enchidos ou os pickles. Outros ainda, são processos industriais, relativamente recentes, como a pasteurização do leite ou o enlatamento.
O objetivo principal destes processos é evitar as alterações provocadas pelas enzimas próprias dos produtos naturais ou por micro-organismos que, para além de causarem o apodrecimento dos alimentos, podem produzir toxinas que afetam a saúde dos consumidores, mas também existe a preocupação em manter as propriedades organolépticas, como a aparência e o sabor, assim como o conteúdo nutricional dos alimentos.

## História da conservação
As preocupações com a conservação dos alimentos surgiram com a agricultura, quando o homem pré-histórico compreendeu que deveria guardar as sobras de alimentos para o tempo de escassez. 
Os primeiros métodos de conservação de alimentos incluíam a secagem ou a adição de sal e especiarias para evitar a sua deterioração (estragos,decomposição) por micro-organismos.

## Processos de conservação

### Conservação pelo calor
A conservação dos alimentos pelo calor consiste em tratá-los a uma temperatura elevada, para eliminar micro-organismos ou desnaturar as enzimas responsáveis pela deterioração dos alimentos.
Quando o objetivo é a pasteurização ou esterilização, é necessário que se leve em conta o binômio tempo x temperatura, que irá garantir que o alimento naquela condição receba a quantidade exata de calor para que se atinja o grau de pasteurização ou esterilização desejado.
Existem diferentes tipos de tratamento pelo calor:
- Pasteurização - o alimento é aquecido a uma temperatura mais baixa que a de ebulição, com poucas alterações de suas propriedades; foi inventada pelo químico francês Louis Pasteur.
- Esterilização - é a exposição dos alimentos a altas temperaturas por um determinado período de tempo. Esse tempo pode ser longo (como no caso de comida enlatada) ou muito curto (alimentos líquidos em embalagens longa-vida, por exemplo) para a eliminação de todos os microrganismos que podem deteriorar o alimento ou causar problemas de saúde pública. Foi desenvolvida inicialmente pelo confeiteiro francês Nicolas Appert (por isso o processo de esterilização de alimentos levar o nome de "apertização"). O objetivo da esterilização é garantir a esterilidade comercial do alimento;
- Branqueamento - é um tratamento térmico que consiste em escaldar rapidamente e logo a seguir passar o alimento por água fria. Destina-se principalmente a inativar as enzimas e é usado antes de outro processo de conservação ou armazenamento, como o congelamento.
- Tindalização - é um tratamento térmico proposto por John Tyndall (1855) que pode ser usado em qualquer alimento. Consiste em obter a esterilização do alimento através da repetição de operações de aquecimento a uma temperatura de 60°C a 90°C seguidas por arrefecimento. Por ser um processo demorado e de alto custo, não é comum utilizá-lo. Esta técnica tem como vantagem manter a qualidade organoléptica e nutritiva do alimento.

### Desidratação e secagem
Na desidratação e  secagem procura-se a remover ou diminuir a quantidade de água no alimento. Como esta é essencial para a vida, evita-se que sejam criadas condições propícias para o desenvolvimento dos micro-organismos.
A dinâmica básica do processo de secagem e desidratação consiste em colocar o produto em um  local onde passe um volume de ar seco e quente. Assim o produto é aquecido, o que promove a transferência de humidade para o ar.
É mais usado na conservação de carnes, peixes e grãos. Pode ser feito naturalmente, deixando o alimento ao sol ou num local seco, ou adicionando previamente sal de cozinha (cloreto de sódio) ao alimento. O sal também desidrata o alimento por osmose e cria um ambiente desfavorável à sobrevivência dos microrganismos. O bacalhau e a carne-seca são conservados por esse processo.
Quando ativa, forçada por meios industriais é também chamada de secagem, que pode ser feita em fornos próprios, como é tradicional para carnes e peixes.
Um tipo de secagem extrema, utilizando tecnologia moderna, é a liofilização, ou retirada total da água dos alimento, muito utilizada para flocos de batata, café e outros alimentos; esta secagem consegue-se congelando rapidamente o produto e colocando-o a seguir num ambiente de vácuo, o que promove a sublimação do gelo, ou seja, a passagem da água do estado sólido para o estado de vapor.
Outro tipo de desidratação é a atomização de um produto líquido em pequenas partículas num ambiente em que circula ar quente, promovendo assim a sua transformação em partículas sólidas.

### Refrigeração e congelamento
A conservação dos alimentos pelo  frio consiste em arrefecer o produto, por meio do seu congelamento ou da refrigeração . O frio dificulta a reprodução e ação dos micro-organismos e também a das enzimas, promovendo assim a conservação dos alimentos.

### Substituição por gorduras saturadas
As gorduras insaturadas são muito mais propensas à oxidação do que as saturadas. Portanto, a indústria tenta evitar o uso das primeiras substituindo-as por gorduras saturadas, que, embora façam o alimento durar mais, são mais prejudiciais para a saúde. A gordura de preferência da indústria é a gordura trans, devido ao seu menor custo de produção. No entanto, devido ao maior controle dos órgãos de saúde e a aversão do consumidor a este tipo de gordura, a indústria vem substituindo a mesma por outro tipo de gordura saturada (como os óleos de palma e coco) ou reduzindo o percentual de gordura nos alimentos.

### Conservação por aditivos químicos
Já foi referida a utilização do sal de cozinha (cloreto de sódio) na conservação de carne e peixe, pela sua ação bactericida e por promover a desidratação do produto por osmose. No entanto, há outros produtos utilizados tradicionalmente na conservação de alimentos, como o vinagre, na preparação de picles, e muitas especiarias, que possuem também propriedades antissépticas. Industrialmente, utilizam-se ainda outros produtos, em especial nitratos, nitritos e sulfitos, embora em menores quantidades, com o mesmo objetivo.

### Outros processos
- A fumagem (ou defumação) é o tratamento, principalmente de carnes e peixes, com fumo (fumaça) de lenha. Enchidos (ou embutidos) são uma forma de conservação em que se usam temperos, alguns casos utilizando também a fumagem.[5] Neste processo, depositam-se, na superfície dos alimentos tratados, substâncias provenientes da combustão da madeira, muitas dos quais têm poder bactericida; para além disso, normalmente o fumo está misturado com ar quente, o que também promove uma desidratação parcial do produto, aumentando a sua capacidade de resistir aos factores deterioradores.
- Conservação, geralmente de frutas, em bebidas alcoólicas, como o vinho ou aguardente;
- A fermentação dos alimentos, como no caso do pão, do vinho, do iogurte e da cerveja, é outra forma de conservação de alimentos (nestes exemplos, da farinha, do leite ou do sumo ou suco de frutos ou cereais) que se baseia na transformação parcial do produto inicial em álcool ou ácido orgânico e CO2, que inibem o desenvolvimento de outros microrganismos que poderiam deteriorar o produto; para além desta ação, a fermentação resulta num produto diferente, com propriedades organoléticas que são, em muitas culturas, grandemente apreciadas.[6]
- Irradiação de alimentos - os alimentos são expostos a uma dose controlada de uma radiação ionizante, tal como partículas alfa, beta ou neutrões, ou ainda a uma radiação eletromagnética, como raios gama ou raios X. Este tratamento pode inibir a reprodução de microrganismos que causam a decomposição dos alimentos e também parar os processos biológicos que se passam nos tecidos animais ou vegetais de que é composto o produto.[7]
- O açúcar é também tradicionalmente empregue na conservação, principalmente de frutas, como os doces, compotas, marmeladas e fruta cristalizada.

## Tempo de prateleira
O tempo de prateleira, ou seja, o período em que os alimentos se conservam em boas condições, depende de muitos fatores, como o estado de maturação do alimento a ser conservado, a quantidade de humidade que ele conserva, a exposição ao ar e a qualidade dos produtos usados na preparação adequada.